# La pura verdad
La pura verdad (en inglés: The Pure Truth) es una película estadounidense de comedia estrenada en 1931, dirigida por Florián Rey y Manuel Romero y protagonizada en los papeles principales por José Isbert, Enriqueta Serrano y Manuel Russell.
El film fue rodado en los estudios Joinville en París por Paramount Pictures, como la versión en español de la película del estudio de 1929 Nothing But the Truth dirigida por Victor Schertzinger. Estas versiones en varios idiomas eran comunes en los primeros años del sonido antes de que el doblaje se generalizara.

## Sinopsis
Un financiero desaprensivo le roba a Emilia un valioso talón bancario.

## Reparto
- José Isbert como Sr. Lamberti
- María Brú como Sra. Lamberti
- Enriqueta Serrano como Emilia Lamberti
- Manuel Russell como Roberto
- Amalia de Isaura como Presidenta
- Manuel Vico como Apolodoro
- Pedro Valdivieso como Reverendo Doran
- Antoñita Colomé como Esther
- Leda Ginelly como Marta
- Joaquín Carrasco como Doctor